# ポカホンタス (小惑星)
ポカホンタス (4487 Pocahontas) は、アモール群に属する地球近傍小惑星である。キャロライン・シューメーカーがパロマー天文台で発見した。
北アメリカ東部の先住民ポウハタン族の女性、ポカホンタス（1595年 - 1617年）に因んで名付けられた。